# Crotalaria juncea
Espèce
Crotalaria juncea est une espèce de plantes à fleurs de la famille des Fabaceae, plus communément appelée Chanvre indien, Chanvre brun, Chanvre sunn ou encore Chanvre de Mandras. C'est une plante tropicale asiatique. 
Le chanvre peut être utilisé comme engrais vert (grâce à son statut de légumineuse), biocarburant, fourrage et comme fibres pour faire des cordages (à partir de la tige), dans une région tropicale ou subtropicale. L'espèce peut résister à la sécheresse et se plaît dans les régions chaudes. Ses feuilles sont allongées et alternées, et la fleur est de couleur jaune.

## Systématique
L'espèce Crotalaria juncea a été décrite en 1753 par le naturaliste suédois Carl von Linné (1707-1778) dans son ouvrage Species Plantarum.

## Description
C'est une plante herbacée annuelle pouvant mesurer entre 1 et 3,5 m de hauteur. Elle est lâchement ramifiée avec des tiges assez côtelées comportant des poils couchés. Elle possède des feuilles alternées linéaires (étroites et allongées), au bord entier et à la nervure pennée parallèle (opposées par paires). La feuille est rattachée à la plante par une pétiole avec des stipules émincées mesurant entre 1 et 2 mm de longueur. On peut dire qu'ils sont presque absents.  
La fleur a une structure classique de la famille des fabacées avec une symétrie bilatérale, un étendard (mesurant 1,5 à 2 cm), un carène et deux ailes un peu plus courtes que celui-ci. C'est une structure des pétales qui est assez commune. Elle est zygomorphe, bisexuée et de couleur jaune. 
La grappe est dressée et peut atteindre 30 cm de longueur. Elle peut contenir de six à douze graines brun foncé ou noires.

## Utilisations

### Engrais vert
Crotalaria juncea, étant une légumineuse, est capable de fixer l'azote atmosphérique dans les nodosités de ses racines. Elle va par la suite le relâcher dans le sol, et donc enrichir celui-ci avec ce que l'on appelle un engrais vert (sous forme d'azote). Grâce à cela, les différentes conditions du sol vont être améliorées, notamment au niveau du contrôle de l'érosion, la lutte contre les nématodes ou encore la suppression de mauvaises herbes.

### Phytoremédiation
Le chanvre, grâce à ses propriétés physiologiques, va pouvoir réaliser un des mécanismes de dépollution du sol : la phytoremédiation. En effet, la phytoremédiation se compose d'un ensemble de mécanismes utilisés par les plantes ou les arbres afin de dépolluer les sols de manière très écologique. Dans le cas suivant, Crotolaria juncea est capable de dépolluer un sol riche en cuivre. L'avantage pour elle est, par exemple, d'éviter d'avoir de la concurrence dans son espace vital (car la contamination va empêcher la croissance de celle-ci), et va aussi la protéger des prédateurs (car consommer cette plante sera toxique pour eux). Le transport de métaux lourds dans la plante se fait à l'aide de canaux ioniques transmembranaires où sont impliqués certaines protéines.

### Cordage
C'est une plante qui est très utilisée pour faire du cordage. En effet, cela peut aboutir à la création de sacs, de filets de pêches, de ficelles, de toiles, de sandales ou encore de semelles de chaussures. 
Son chanvre permet également de confectionner des tapis, de la literie et des sangles.

## Publication originale
- Caroli Linnæi, Species Plantarum (œuvre écrite), 1753, [lire en ligne].